# Verdun-sur-le-Doubs
Verdun-sur-le-Doubs este o comună în departamentul Saône-et-Loire, Franța. În 2009 avea o populație de 1.132 de locuitori.

## Evoluția populației
| An        | 1975  | 1982  | 1990  | 1999  | 2006  | 2009  |
| --------- | ----- | ----- | ----- | ----- | ----- | ----- |
| Populație | 1.216 | 1.139 | 1.065 | 1.199 | 1.150 | 1.132 |